# 프란치스카 기파이

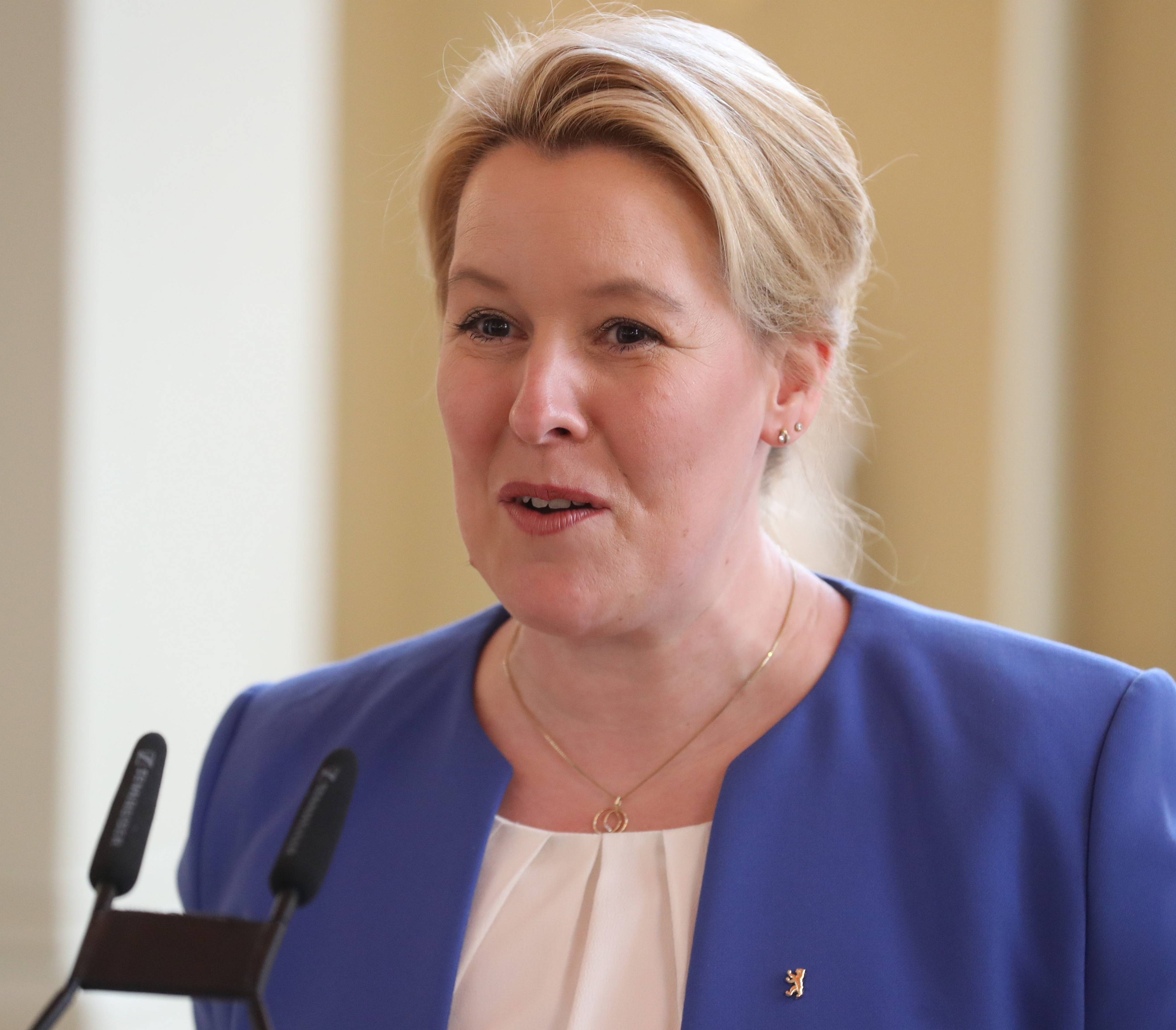

프란치스카 기파이(독일어: Franziska Giffey, 1978년 5월 3일~)는 독일의 정치인으로, 2021년부터 2023년까지 베를린의 시장을 지냈다.

## 생애
1978년 5월 3일 태어났다. 2014년 이민·빈민자가 많은 노이쾰른구의 구청장으로 당선됐다. 재직 도중 레바논계 폭력조직에 강경하게 접근해 범죄 발생을 크게 줄인 동시에 구내 이민자 공동체와 긴밀히 접촉해 이들이 독일 사회에 정착하도록 도왔다.
2018년부터 2021년까지 가족노인여성청소년장관을 지냈다. 2021년 베를린 시의회 선거를 앞두고 독일 사회민주당의 시장후보로 선출됐으며, 사민당이 시의회에서 1당을 지키자 시장 자리에 올랐다. 2023년 베를린 시의회 선거에서 독일 기독교민주연합이 제1당이 되면서 그에 따라 시장직에서 사퇴했다.